# 21394 Юстінбекер
21394 Юстінбекер (21394 Justinbecker) — астероїд головного поясу, відкритий 20 березня 1998 року.
Тіссеранів параметр щодо Юпітера — 3,638.